# Sesvete Ludbreške
Sesvete Ludbreške – wieś w Chorwacji, w żupanii varażdińskiej, w gminie Sveti Đurđ. W 2011 roku liczyła 492 mieszkańców.